# Pasquale Muto
Pour les articles homonymes, voir Muto.
Pasquale Muto (né le 24 mai 1980 à Naples) est un coureur cycliste italien. Professionnel de 2004 à 2011 au sein de l'équipe Miche, il est contrôlé positif à l'EPO en avril 2011 et suspendu deux ans et demi, de mai 2011 à novembre 2013.

## Palmarès
- 2000
  - 2e du Gran Premio La Torre
- 2001
  - 2e du Grand Prix Industrie del Marmo
- 2002 
  - Coppa Caivano
  - Trofeo Aretina Pozzi
  - Coppa Fiera di Mercatale
  - Florence-Modène
  - 3e de Milan-Busseto
- 2003 
  - Gran Premio Montanino
  - Coppa San Bernardino
  - La Ciociarissima
  - Trofeo Fabianelli
  - Coppa Varignana
  - Mémorial Umberto Drei
  - Ruota d'Oro
  - Gran Premio Pretola
- 2006
  - 2e du Trophée Matteotti
- 2007
  - 8e étape du Tour de Bulgarie
  - 3e du Mémorial Marco Pantani
- 2008
  - 3e du Trophée Matteotti
- 2009
  - 1re étape du Tour de Slovaquie
  - 3e du Tour de Slovaquie
- 2010
  - 2e de la Course de Solidarność et des champions olympiques

## Classements mondiaux
| Année           | 2005 | 2006 | 2007 | 2008 | 2009 | 2010 | 2011 |
| --------------- | ---- | ---- | ---- | ---- | ---- | ---- | ---- |
| UCI Europe Tour | 365e | 273e | 124e | 141e | 68e  | 68e  | 726e |